# Отеро Лугонес, Рамиро
Рамиро Отеро Лугонес (исп. Ramiro Otero Lugones; 9 ноября 1928, Ла-Пас — 11 февраля 2013, там же) — боливийский юрист, преподаватель, политик-коммунист и правозащитник.

## Биография
Среднее образование получал в иезуитской и светской школе в Ла-Пасе, а высшее — в Чилийском университете, где учился с будущими министрами левого правительства Сальвадора Альенде: Хосе Тоа, Клодомиро Алмейдой и Жаком Чончолем. Затем вернулся в Боливию, где окончил технический университет Оруро. Степень магистра права получал в Гаванском университете и Юридической школы Университета Сан-Андрес, где впоследствии стал профессором и деканом.
Был среди основателей Коммунистической партии Боливии, участвовал в Национальной революции 1952 года, подвергался преследованиям и репрессиям во время правых военных режимов Рене Баррьентоса, Уго Бансера и Луиса Гарсиа Месы, посещал СССР и КНР. В 1965—1968 годах жил в Праге (Чехословакия), сотрудничая в журнале «Проблемы мира и социализма». Его предполагаемая близость к Че Геваре, начавшему партизанскую борьбу на территории Боливии, вызвала не только давление тамошней военной диктатуры, но и привела к разрыву с недостаточно, по его мнению, поддерживавшей партизан КПБ.
Вернувшись на родину и борясь во главе Коллегии адвокатов в Ла-Пасе против диктатуры Бансера, он в итоге вновь вынужден был эмигрировать и стал мишенью операции «Кондор». После установления в Аргентине диктатуры Хорхе Рафаэля Виделы вернулся в Боливию, заняв кафедру социологии на юридическом факультете Университета Сан-Андрес. Его жизнь вновь оказалась в опасности, когда в 1980 году произошёл ультраправый переворот генерала Гарсиа Месы, чьи эскадроны смерти незадолго до этого убили священника и правозащитника Луиса Эспиналя, с которым Рамиро Отеро сотрудничал в качестве журналиста в газете «Акви». На осудившего это злодеяние Рамиро Отеро было совершено покушение (взрыв бомбы в редакции того же издания), он был схвачен силовиками и подвергнут пыткам, вследствие которых на два года получил инвалидность, а нормально ходить смог только через 5 лет.
В своём Университете Сан-Андрес он основал направление подготовки в области политологии, а затем, в придачу к деканской, занял должность временного ректора (с должности почётного ректора ушёл в 2002 году). На высшем университетском посту он в 1989 году присвоил звание почётного доктора кубинскому лидеру Фиделю Кастро, несмотря на то, что в 1960-х годах на съезде Коммунистической партии Кубы в Гаване тот же Рамиро Отеро обвинял Фиделя Кастро в провале сотрудничества боливийских коммунистов с партизанами Че.
В 80-е годы он был членом правления Постоянной ассамблеи по правам человека в Боливии вместе с отцом Тумири. Вместе с другими боливийскими профессионалами он участвовал в разработке проекта закона о национализации углеводородов (представленного его университетом Палате сенаторов) ещё за несколько лет до вступления в должность президента Эво Моралеса. Этого левого президента Рамиро Отеро поначалу поддерживал, но затем объявил социализм того всего-навсего популизмом и выступал с критикой. Так, в 2011—2012 годах, когда Рамиро Отеро занимал пост председателя экологической НПО Fobomade, он возглавил «VIII Марш коренных народов» в защиту национального парка и территории коренных жителей Исиборо, через которую правительство планировало проложить дорогу. Его соответствующий иск был поддержан Межамериканской комиссией по правам человека (CIDH) в июле 2020 года.
Он также работал журналистом во многих газетах и политических журналах в различных странах.
Рамиро Отеро умер в своем доме в Ла-Пасе 11 февраля в 2013 году из-за остановки сердца.